# Капитоновка (Курская область)
Капитоновка — деревня в Щигровском районе Курской области России. Входит в состав Большезмеинского сельсовета.

## География
Деревня находится в северо-восточной части Курской области, в пределах юго-западной части Среднерусской возвышенности, в лесостепной зоне, на левом берегу реки Косоржи, на расстоянии примерно 21 километра (по прямой) к северо-западу от города Щигры, административного центра района. Абсолютная высота — 216 метров над уровнем моря.
Климат
Климат характеризуется как умеренно континентальный, с тёплым летом и умеренно холодной зимой. Среднегодовая температура — 4,7 — 5,7 °C. Средняя температура воздуха самого тёплого месяца (июля) — 19 — 24 °C (абсолютный максимум — 37 °C); самого холодного (января) — −9 — −5 °C (абсолютный минимум — −32 °C). Среднегодовое количество атмосферных осадков составляет 582 мм.
Часовой пояс
Деревня Капитоновка, как и вся Курская область, находится в часовой зоне МСК (московское время). Смещение применяемого времени относительно UTC составляет +3:00.

## Население
| 2002 | 2010 |
| ---- | ---- |
| 14   | ↘4   |

Половой состав
По данным Всероссийской переписи населения 2010 года в половой структуре населения мужчины составляли 25 %, женщины — соответственно 75 %.
Национальный состав
Согласно результатам переписи 2002 года, в национальной структуре населения русские составляли 93 % из 14 чел.